# Rote Socke

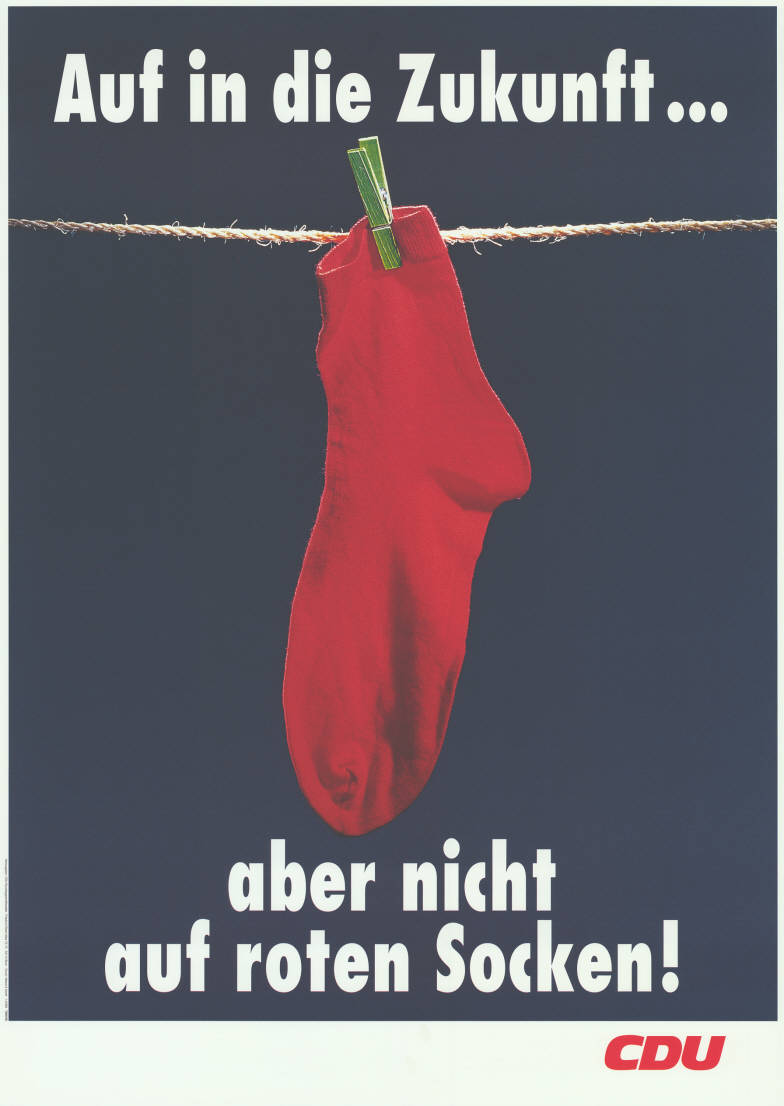
Plakat der Rote-Socken-Kampagne der CDU 1994

Der Begriff rote Socke ist eine meist abwertend gemeinte Bezeichnung für eine politisch links stehende Person.

## Geschichte der Bezeichnung
Der Ursprung der Bezeichnung ist unbekannt. Sie wurde bereits während der 68er-Bewegung verwendet. Sie wurde auf das aus dem Jiddischen und Rotwelschen stammende Schimpfwort „Gesocks“ bezogen. In der DDR war „rote Socke“ eine spöttische Bezeichnung für Mitglieder der SED, die keiner Kritik zugänglich waren.

## Rote-Socken-Kampagne

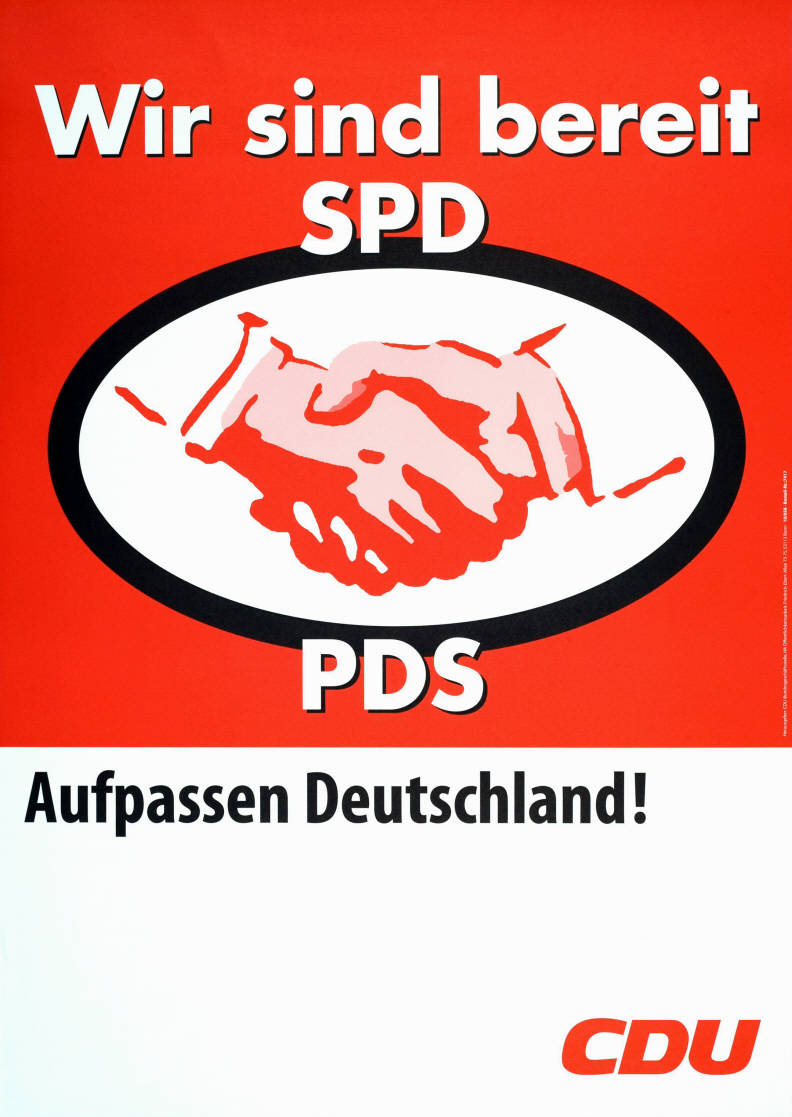
Handschlag SPD/PDS auf einem CDU-Wahlplakat aus dem Jahr 1998

Rote Socken diente in den 1990er Jahren als polemischer Begriff und teilweise als Wahlkampfmotiv, mit dem politische Gegner Mitglieder der PDS bezeichneten. Verbreitet wurde der Begriff vor allem im Wahlkampf zur Bundestagswahl 1994 durch Großflächenplakate der CDU, die damit eine von der CDU unterstellte mögliche Koalition aus SPD und PDS bzw. Tolerierung einer rot-grünen Minderheitsregierung durch die PDS ansprach. Eine solche Minderheitsregierung war kurz zuvor erstmals in Sachsen-Anhalt gebildet worden (Magdeburger Modell). Dargestellt war eine Wäscheleine, an der an einer grünen Klammer eine rote Socke hing. Der Slogan der Wahlkampfplakate lautete: „Auf in die Zukunft, aber nicht auf roten Socken“. Insbesondere der damalige Generalsekretär der CDU, Peter Hintze, forcierte diese Kampagne. Der Historiker Philipp Ther sieht diese Anspielung auf Emotionen des Kalten Krieges als mitentscheidend für den knappen Wahlsieg von Kohls schwarz-gelber Koalition.
Die PDS selbst nahm die Kampagne offensiv auf und deutete sie als Werbung für sich selbst um. Zahlreiche eigene Werbeartikel, beispielsweise echte rote Socken, wurden produziert. Auch andere Parteien, wie die FDP, nahmen das Motiv für eigene Kampagnen auf.
Bei der Bundestagswahl 1998 versuchte die CDU eine Neuauflage der Kampagne, die Roten Hände. Nachdem der damalige sachsen-anhaltische SPD-Ministerpräsident Reinhard Höppner nach der Landtagswahl verkündet hatte, weiterhin eine Minderheitsregierung mit Duldung der PDS  bilden zu wollen, versuchte die CDU, dies für ihren Bundestagswahlkampf zu nutzen. Das Plakat zeigte das abgewandelte Logo der SED, das den Händedruck zwischen Wilhelm Pieck und Otto Grotewohl darstellt. Die CDU ergänzte den Schriftzug: Wir sind bereit SPD PDS; darunter Aufpassen Deutschland! CDU.
Die Rote-Hände-Kampagne war jedoch nicht erfolgreich. Die SPD war sich innerlich einig, dass eine Zusammenarbeit auf Länder- und kommunaler Ebene in den neuen Bundesländern mit der PDS möglich wäre, im ganzen Bundesgebiet jedoch nicht in Frage käme. Sie konterte kurz darauf mit einem Plakat, das zerlöcherte rote Socken zeigte und den Schriftzug Worauf sie sich bei der CDU verlassen können: immer dieselbe Politik, immer dieselbe Reklame, keine neuen Ideen trug. Innerhalb der CDU jedoch sorgte die Aktion für Streit. Führende ostdeutsche Landespolitiker distanzierten sich vom Plakat, als sich zeigte, dass die Parteibasis in den ostdeutschen Ländern das Plakat nur vereinzelt oder gar nicht aufhängte.
Der Geschäftsführer des Forsa-Instituts Manfred Güllner sagte im Vorfeld der Bundestagswahl 2009 zu etwaigen Wiederbelebungsversuchen der Kampagne: „So eine platte Kampagne kann man heute nicht mehr fahren.“ Der Politikberater Peter Radunski, ehemaliger Wahlkampfmanager der CDU, warnte in der taz: „Für enttäuschte Sozialdemokraten wäre das eine Motivation, doch noch zur Wahl zu gehen.“ Der Politologe Franz Walter sagte in einem Interview, niemand befürchte mehr den Untergang Deutschlands, wenn Heiko Maas im Saarland mit den Stimmen der Linken Ministerpräsident würde, „und im Osten Deutschlands ist jede Rote-Socken-Kampagne eine Art Konjunkturprogramm für die Linke.“